# Copa burkinesa de futbol
La copa burkinesa de futbol és la màxima competició futbolística per eliminatòries de Burkina Faso i segona en importància després de la lliga. És organitzada per la Fédération Burkinabé de Foot-Ball. Es disputa des de 1961. Des de 1987 s'anomena Coupe du Faso.

## Historial
Font:
| Any  | Campió                                             | Marcador                                           | Finalista                                          |
| ---- | -------------------------------------------------- | -------------------------------------------------- | -------------------------------------------------- |
| 1961 | Racing Club de Bobo (1)                            | 5-2                                                | ASF de Bobo                                        |
| 1962 | Racing Club de Bobo (2)                            | 6-0                                                | Étoile Filante Ouagadougou                         |
| 1963 | Étoile Filante Ouagadougou (1)                     | 2-0                                                | ASF de Bobo                                        |
| 1964 | Étoile Filante Ouagadougou (2)                     | 3-1                                                | Racing Club de Bobo                                |
| 1965 | Étoile Filante Ouagadougou (3)                     | 1-0                                                | Jeunesse Banfora                                   |
| 1966 | US FRAN (1)                                        | 2-0                                                | Bouloumpoukou FC Koudougou                         |
| 1967 | US FRAN (2)                                        | 5-3                                                | Stade Yatenga Ouahigouya                           |
| 1968 | ASFAV (1)                                          | 2-0                                                | Bouloumpoukou FC Koudougou                         |
| 1969 | US FRAN (3)                                        | 2-0                                                | Union Sportive de Ouagadougou                      |
| 1970 | Étoile Filante Ouagadougou (4)                     | 3-1 (prò.)                                         | Bobo Sport                                         |
| 1971 | US FRAN (4)                                        | 5-3                                                | Stade Yatenga Ouahigouya                           |
| 1972 | Étoile Filante Ouagadougou (5)                     | 3-1                                                | ASF de Bobo                                        |
| 1973 | no es disputà                                      | no es disputà                                      | no es disputà                                      |
| 1974 | US FRAN (5)                                        | 2-1                                                | ASFAV                                              |
| 1975 | Étoile Filante Ouagadougou (6)                     | 1-0                                                | US FRAN                                            |
| 1976 | Étoile Filante Ouagadougou (7)                     | 6-1                                                | Bobo Sport                                         |
| 1977 | no es disputà                                      | no es disputà                                      | no es disputà                                      |
| 1978 | no es disputà                                      | no es disputà                                      | no es disputà                                      |
| 1979 | no es disputà                                      | no es disputà                                      | no es disputà                                      |
| 1980 | no es disputà                                      | no es disputà                                      | no es disputà                                      |
| 1981 | Silures Bobo-Dioulasso (1)                         | 3-0                                                | Lambri Sports Wavigaja                             |
| 1982 | no es disputà                                      | no es disputà                                      | no es disputà                                      |
| 1983 | no es disputà                                      | no es disputà                                      | no es disputà                                      |
| 1984 | Racing Club de Bobo (3)                            | 4-0                                                | ASFAN                                              |
| 1985 | Étoile Filante Ouagadougou (8)                     |                                                    |                                                    |
| 1986 | ASF de Bobo (1)                                    |                                                    |                                                    |
| 1987 | Racing Club de Bobo (4)                            | 0-0 (3-1 p)                                        | ASFA-Yennenga                                      |
| 1988 | Étoile Filante Ouagadougou (9)                     | 2-0                                                | ASF de Bobo                                        |
| 1989 | ASF de Bobo (2)                                    | 4-2                                                | US FRAN                                            |
| 1990 | Étoile Filante Ouagadougou (10)                    | 2-1                                                | ASFA-Yennenga                                      |
| 1991 | ASFA-Yennenga (1)                                  | 3-0                                                | ASFAP                                              |
| 1992 | Étoile Filante Ouagadougou (11)                    | 2-1                                                | Rail Club du Kadiogo                               |
| 1993 | Étoile Filante Ouagadougou (12)                    | 2-0                                                | ASF de Bobo                                        |
| 1994 | Rail Club du Kadiogo (1)                           | 1-0                                                | Racing Club de Bobo                                |
| 1995 | ASFA-Yennenga (2)                                  |                                                    | Racing Club de Bobo                                |
| 1996 | Étoile Filante Ouagadougou (13)                    | 2-0                                                | ASEC-Koudougou                                     |
| 1997 | ASF de Bobo (3)                                    | 1-0                                                | Rail Club du Kadiogo                               |
| 1998 | ASF de Bobo (4)                                    | 0-0 (7-6 p)                                        | USFA                                               |
| 1999 | Étoile Filante Ouagadougou (14)                    | 3-2 (prò.)                                         | USFA                                               |
| 2000 | Étoile Filante Ouagadougou (15)                    | 3-1                                                | Union Sportive de Ouagadougou                      |
| 2001 | Étoile Filante Ouagadougou (16)                    | 3-1                                                | ASF de Bobo                                        |
| 2002 | USFA (2)                                           | 2-0                                                | ASF de Bobo                                        |
| 2003 | Étoile Filante Ouagadougou (17)                    | 0-0 (5-4 p)                                        | ASFA-Yennenga                                      |
| 2004 | ASF de Bobo (5)                                    | 0-0 (3-2 p)                                        | USFA                                               |
| 2005 | Union Sportive de Ouagadougou (1)                  | 2-0                                                | ASF de Bobo                                        |
| 2006 | Étoile Filante Ouagadougou (18)                    | 3-2 (prò.)                                         | Racing Club de Bobo                                |
| 2007 | Racing Club de Bobo (5)                            | 2-1                                                | Union Sportive de Ouagadougou                      |
| 2008 | Étoile Filante Ouagadougou (19)                    | 3-2                                                | Union Sportive de Ouagadougou                      |
| 2009 | ASFA-Yennenga (3)                                  | 4-1                                                | USFA                                               |
| 2010 | USFA (3)                                           | 1-0                                                | Racing Club de Bobo                                |
| 2011 | Étoile Filante Ouagadougou (20)                    | 0-0 (4-3 p)                                        | AS SONABEL                                         |
| 2012 | Rail Club du Kadiogo (2)                           | 2-1                                                | ASFA-Yennenga                                      |
| 2013 | ASFA-Yennenga (4)                                  | 2-1                                                | AS SONABEL                                         |
| 2014 | Racing Club de Bobo (6)                            | 1-0                                                | Étoile Filante Ouagadougou                         |
| 2015 | USFA (4)                                           | 3-0                                                | ASF de Bobo                                        |
| 2016 | Rail Club du Kadiogo (3)                           | 2-0                                                | AS SONABEL                                         |
| 2017 | Étoile Filante Ouagadougou (21)                    | 3-2                                                | USFA                                               |
| 2018 | Salitas FC (1)                                     | 2-0                                                | ASF de Bobo                                        |
| 2019 | Rahimo FC (1)                                      | 3-2                                                | AS SONABEL                                         |
| 2020 | campionat abandonat per la pandèmia de la COVID-19 | campionat abandonat per la pandèmia de la COVID-19 | campionat abandonat per la pandèmia de la COVID-19 |
| 2021 | ASFA-Yennenga (5)                                  | 1-0                                                | ASF de Bobo                                        |
| 2022 | AS Douanes (1)                                     | 1-0                                                | Union Sportive de la Comoé                         |
| 2023 | Étoile Filante Ouagadougou (22)                    | 3-0                                                | Salitas FC                                         |
| 2024 | Étoile Filante Ouagadougou (23)                    | 0-0 (5-4 p)                                        | Rahimo FC                                          |